# Puja

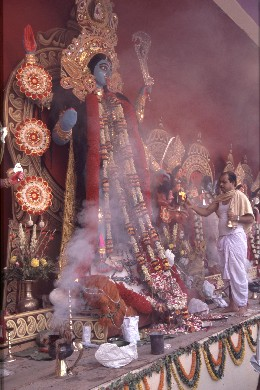
Preot aducând ofrandă zeiţei Kali.

În hinduism, Pūjā sau Pooja, (Devanagari: पूजा) (Sanskrit: reverence, honour, adoration, or worship) înseamnă a onora, a adora, a aduce respect sau ofrandă superiorilor sau zeilor, venerare, respect.
Este un ritual religios realizat ca ofrandă adusă diferitelor zeități, personalităților sau musafirilor speciali. Este realizată cu diferite ocazii și în diferite moduri, de la puja zilnică facută acasă , la ceremoniile din temple sau marile festivale, sau pentru  începerea unei noi acțiuni.  Puja este centrată in jurul ideii de a dărui și de a oferi unei divinități sau unei persoane importante ofrandă și adorare sau respect pentru primirea binecuvântării  acesteia. Puja este realizată fie acasă fie în templele publice.Pot să existe multe diferențe în privința dimensiunii, ofrandelor sau ceremoniei.  Puja este de asemenea realizată în ocazii speciale cum ar fi marile festivale Durga Puja sau Lakshmi Puja. Ritualul Puja este realizat de către toți hindușii din lume. Diferite poojas sunt realizate cu diferite ocazii sau momente ale zilei.

## Pujaîn Templu
Poojas realizate în temple sunt mult mai elaborate și facute de obicei de mai multe ori pe zi. Sunt făcute de un preot al templului sau pujari. În plus, zeitatea templului(divinitatea ce patronează templul, zeitatea în cinstea căreia este închinat templul) este considerată mai degrabă un locuitor al templului decât un invitat, așadar puja este ajustată pentru a reflecta aceasta; spre exemplu zeitatea este “trezită” mai degrabă decât “invocată” dimineața. Puja realizată în temple poate să se diferențieze destul de mult în funcție de regiunea și cultul în care este realizată. Templele vishnuite au adăugate imnuri cântate spre exemplu. La puja realizată în templu, adesea nu este o participare activă deosebită, preotul acționand în numele celorlalți.
Cuvîntul 'puja' este considerat sanscritizarea cuvântului tamil 'poo sey' care înseamnă "realizat, oferit sau însoțit de flori", adică într-un mod festiv, estetic.

## Ofrande

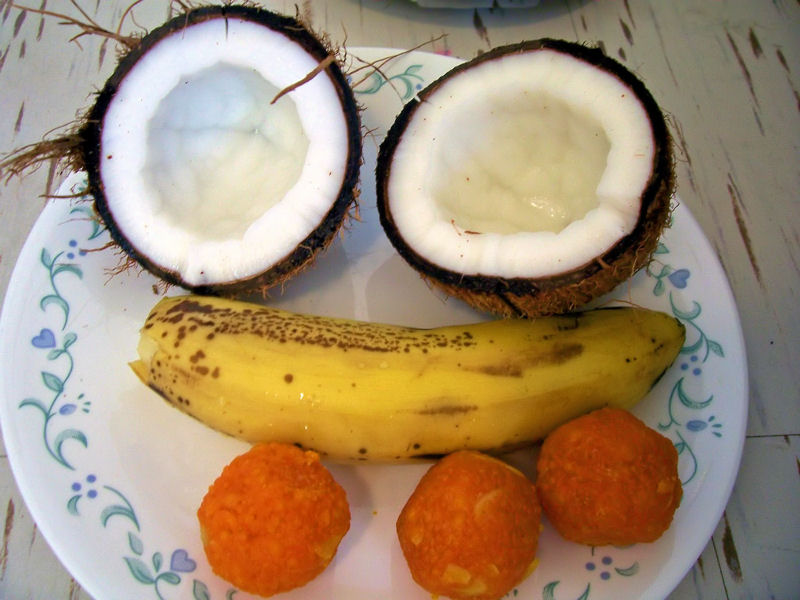
Bhoga,fructe aduse ca ofrandă lui Dumnezeu pentru a realiza Puja

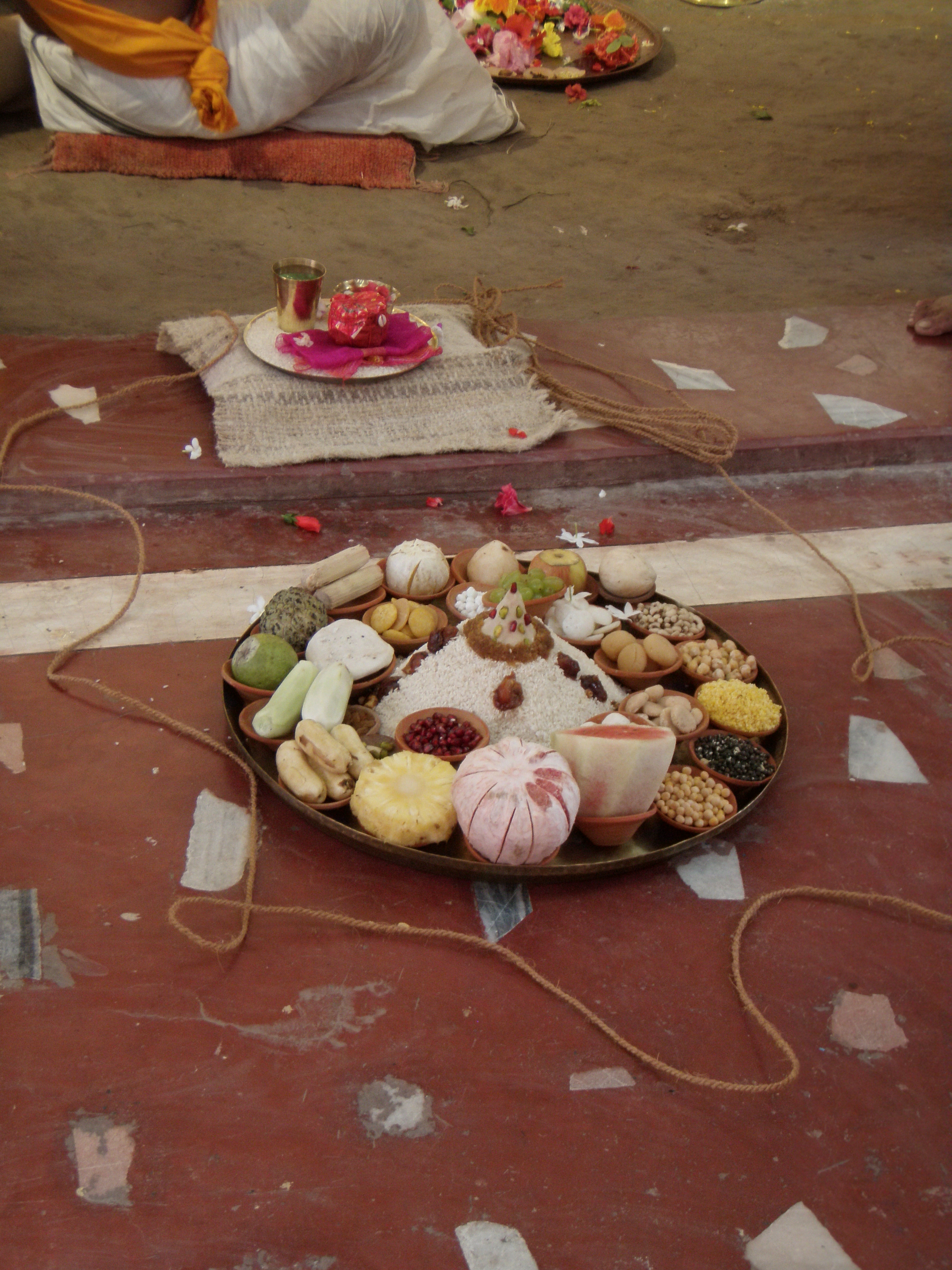
Ofrandă de alimente negătite facută la Durga Puja în Kolkata de către familia Sabarna Roy Choudhury.

Un întreg ritual puja realizat acasă sau la templu poate include mai multe componente. Avem un exemplu cum poate varia puja în funcție de tradiție, conjunctură sau timp:  hrană, băutură sau obiecte obișnuite pot fi oferite. Indologul Jan Gonda a identificat 16 pași(shodasha upachara) comuni diferitelor tipuri de puja :
1.Avahana (invocarea). Zeitatea este invocată la ceremonie.
2.Asana. Zeității i se oferă un loc.
3.Padya. Picioarele zeității sunt in mod simbolic spălate.
4. Apă este oferită pentru spălarea capului și trupului.
5. Arghya. Apa este oferită pentru ca zeitatea să își poată spăla gura.
6. Snana or abhisekha. Apa este oferită pentru îmbăiere simbolică.
7. Vastra (“îmbracăminte”). Aici o haină sau un șal poate fi înfășurat în jurul imaginii sau statuii zeității.
8. Upaveeda or Mangalsutra. Punerea șnurului sacru.
9.Anulepana or gandha. Parfumuri si uleiuri sunt aplicate imaginii sau statuii divinitații. Pastă de santal sau turmeric.
10.Pushpa. Flori sunt oferite înaintea imaginii sau statuii. Ghirlande sunt agățate de gâtul ei.
11.Dhupa. Bețișoare parfumate sunt arse în fața imaginii zeitații.
12. Dipa or Aarti. Ofrandă de lumină este adusă în fața imaginii zeitații.
13. Naivedya. Alimente cum ar fi orez gătit, fructe, unt clarificat, zahăr, și frunze de betel sunt oferite.
14. Namaskara or pranama. Adoratorul și familia se prosternează, se inchină în fața imaginii divinității pentru a-i aduce omagiu.
15. Parikrama sau Pradakshina. Are loc înconjurarea imaginii sau statuii zeitații.
16. Plecarea.
Uneori sunt adaugați si alți pași :
1.  Dhyana (“Meditația”). Zeitatea aleasă spre adorare este invocată în inima adoratorului.
2. Acamanıya.Este oferită apă pentru baut zeității.
3. Aabaran. Zeitatea este decorată cu diferite ornamente.
4.  Chatram. Este oferită o umbrelă.
5. Chamaram. Este oferit un evantai sau un  pămătuf (Chamara)
6. Visarjana or Udvasana. Zeitatea este mutată din loc.

## Guru Puja
În cazul maeștrilor spirituali autentici se realizează Puja cu un obiect viu de adorație, adică maestrul devine pentru noi întruparea lui Dumnezeu sau a diferitelor aspecte divine, zeități. Astfel vom onora maestrul cu ghirlande de flori în jurul gâtului , cu parfumuri, îi vom oferi flori, dulciuri, alimente, îi vom spăla cu dragoste picioarele și le vom unge cu uleiuri aromate, exprimându-ne astfel dragostea si așteptand binecuvantarea acestuia ca și în cazul oricărei alte divinități.
Maestrul poate fi onorat desigur și cu alte felurite ofrande care îi sunt plăcute și sunt primite, acceptate și binecuvântate.
În tradiția hindusă maestrul spiritual(guru) este privit ca fiind o întrupare a lui Dumnezeu.